# روبوت ألعاب الفيديو

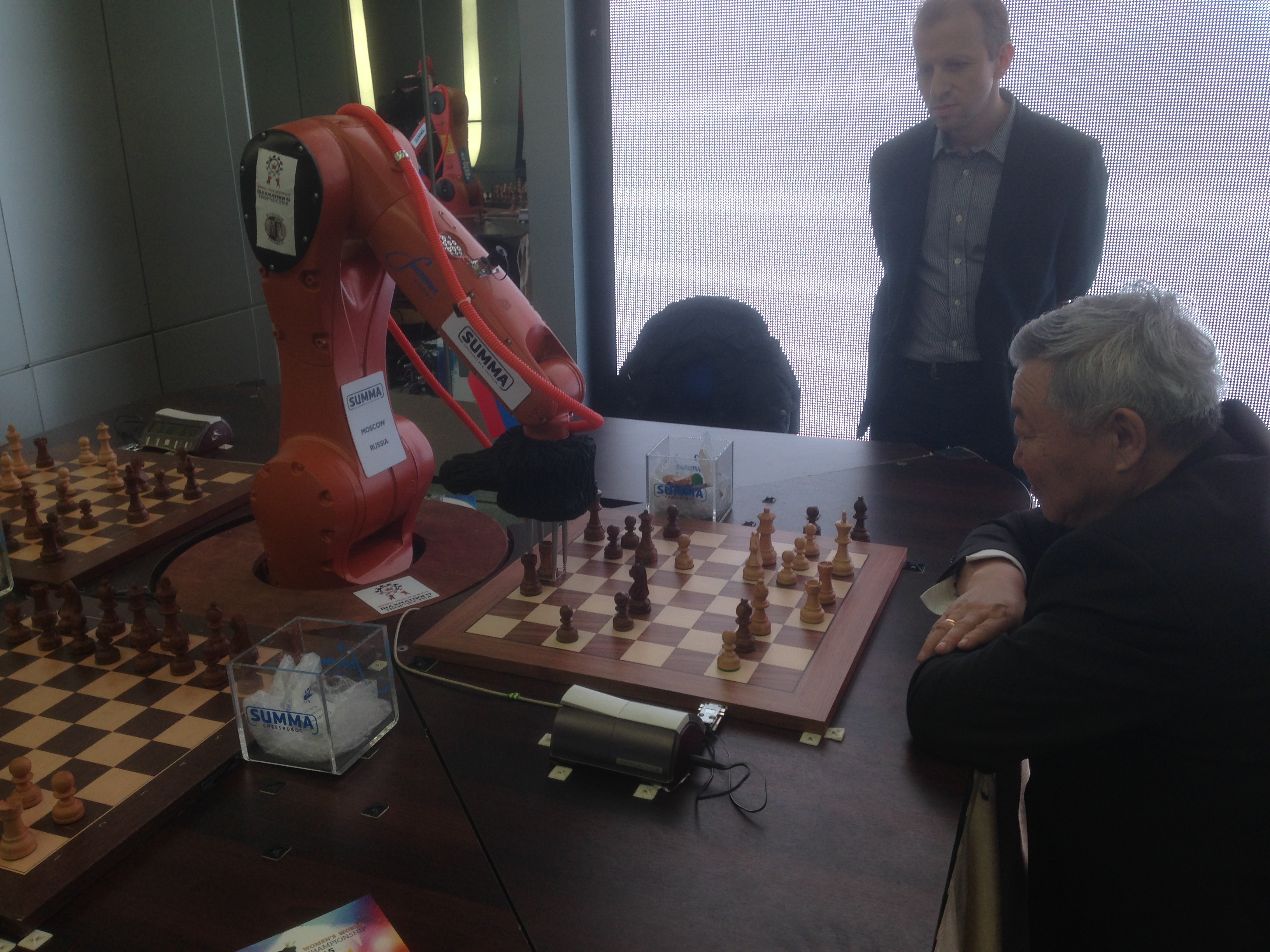
تقديم روبوت الشطرنج في بطولة العالم للسيدات للشطرنج 2015 في سوتشي. المركز الترفيهي الثقافي "جالاكسي" ، كراسنايا بوليانا

في ألعاب الفيديو، الروبوت هو نوع من برامج النظام الخبير قائم على الذكاء الاصطناعي (AI) يلعب لعبة فيديو بدلاً من الإنسان. تُستخدم الروبوتات في مجموعة متنوعة من أنواع ألعاب الفيديو لمجموعة متنوعة من المهام كألعاب إطلاق النار من منظور الشخص الأول (FPS). والذي قد يشمل تحليل الخريطة والإستراتيجية الأساسية.